# Chiyako Satō
Chiyako Satō (佐藤 千夜子, Satō Chiyako), née le 13 mars 1897 - décédée le 13 décembre 1968, est une chanteuse japonaise de ryūkōka, originaire de la ville de Tendō dans la préfecture de Yamagata.
En 1925, Satō fait ses débuts avec la chanson Aoi Susuki. Elle rencontre Shinpei Nakayama qui compose son succès de 1928 Habu no Minato dont il se vend 100 000 exemplaires. Son titre Tokyo March (東京行進曲, Tōkyō Kōshinkyoku) est un produit dérivé du film Tokyo March de 1929. La chanson éponyme se vend à 250 000 exemplaires.
En 1930, elle se rend en Italie dans l'espoir d'y commencer une carrière mais elle ne rencontre pas le succès. Quand elle rentre au Japon en 1934, il n'y a plus de place pour elle dans l'industrie de la musique. Elle meurt en décembre 1968

## Source de la traduction
- (en) Cet article est partiellement ou en totalité issu de l’article de Wikipédia en anglais intitulé « Chiyako Sato » (voir la liste des auteurs).